# Sabulina
Sabulina es un género de foraminífero bentónico de la subfamilia Ataxophragmiinae, de la familia Ataxophragmiidae, de la superfamilia Ataxophragmioidea, del suborden Ataxophragmiina y del orden Loftusiida. Su especie tipo es Bulimina presli var. sabulosa. Su rango cronoestratigráfico abarca el Albiense superior (Cretácico inferior).

## Discusión
Clasificaciones previas incluían Sabulina en el suborden Textulariina del orden Textulariida o en el orden Lituolida.

## Clasificación
Sabulina incluye a las siguientes especies:
- Sabulina gaworbiedowae
- Sabulina sabulosa